# Encyclopaedia Beliana
Encyclopaedia Beliana – słowacka encyklopedia powszechna, kompilowana i redagowana przez Instytut Encyklopedyczny Słowackiej Akademii Nauk. Nazwa encyklopedii pochodzi od nazwiska Mateja Bela.
Poszczególne tomy ukazują się nakładem wydawnictwa „Veda” z dwuletnimi przerwami. Jest to spowolnienie w porównaniu do pierwotnego planu, który zakładał opracowanie dwunastotomowej encyklopedii, wydanej w ciągu dziesięciu lat. Cała encyklopedia będzie zawierać ok. 150 tys. haseł i ma się składać z czternastu tomów. Tom szósty wyszedł na rynek w 2010 r.
Encyklopedia jest dostępna także w wydaniu internetowym.

## Wydane tomy
| Tom            | Rok wydania | Hasła                                      | ISBN                   |
| -------------- | ----------- | ------------------------------------------ | ---------------------- |
| 1. A – Belk    | 1999        | a – Belknap, William Worth                 | ISBN 80-224-0554-X     |
| 2. Bell – Czy  | 2001        | Bell, Alexander Graham – Czyż, Henryk      | ISBN 80-224-0671-6     |
| 3. Č – Eg      | 2003        | Čaadajev, Piotr Jakovlevič – egyptský kríž | ISBN 80-224-0761-5     |
| 4. Eh – Gala   | 2005        | Eh – Galaxia                               | ISBN 80-224-0847-6     |
| 5. Galb – Hir  | 2008        | Galba Servius Sulpicius – Hirzutizmus      | ISBN 978-80-224-0982-7 |
| 6. His – Im    | 2010        | His – imunotoxíny                          | ISBN 978-80-970350-0-6 |
| 7. In – Kalg   | 2013        | in – Kalgoorlie-Boulder                    | ISBN 978-80-970350-1-3 |
| 8. Kalh – Kokp | 2016        | Kalhana – kokpit                           | ISBN 978-80-970350-2-0 |